# Retsina
Retsina (græsk: harpiks) er hvidvine og rosévine, som grækerne har produceret i mere end 2000 år. 
Disse vine har deres navn i kraft af deres specielle og særegne smag af harpiks. De gamle grækere tilsatte nemlig harpiks i pågældende vine. Dette skyldtes efter sigende harpiksens særlige konserverende egenskaber.
Overalt i Grækenland produceres der lokale retsina-vine, som kan købes i supermarkeder og restauranter til næsten ingen penge. Græsk vin er nærmest synonym med retsina'en, hvorfor den af grækerne så vel som den øvrige verdensbefolkning betegnes som den græske nationalvin.